# Arcani
Arcani – wieś w Rumunii, w okręgu Gorj, w gminie Arcani. W 2011 roku liczyła 477 mieszkańców.